# Långhalsen, Södermanland

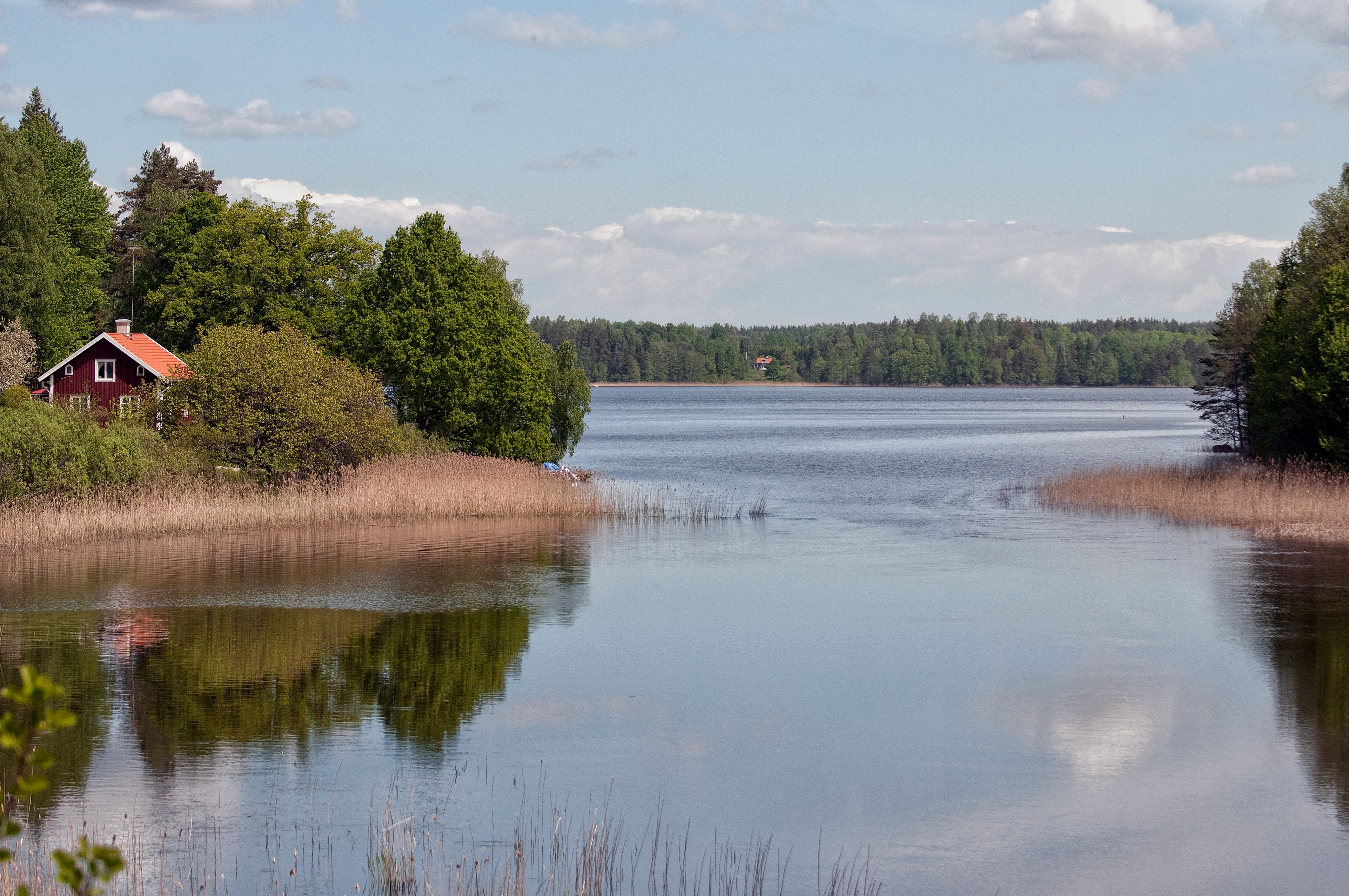
Långhalsen vid Mälsundet

Långhalsen, en insjö i södra Södermanland, som är mycket långsmal och flikig, och på de flesta ställen cirka en km bred, ingenstans bredare än tre km. Långhalsen avvattnas av Nyköpingsån. Den största orten runt sjön är Vrena.
Redan på medeltiden planerades för ett kanalsystem, Nyköpings kanal, som skulle knyta samman de stora sjöarna i Södermanland och mynna ut i Östersjön via Långhalsen och Nyköpingsån. Projektet lades ner i början av 1900-talet.
1857 sänktes Långhalsen (och Yngaren) med cirka 2 meter i syfte att vinna cirka 3000 tunnland odlingsbar mark.
Numer är Långhalsen flera separata sjöar:
- Långhalsen (Bettna socken, Södermanland), sjö i Flens kommun och Katrineholms kommun, 58°57′19″N 16°31′48″Ö / 58.9553°N 16.5301°Ö (5,7 km²)
- Långhalsen (Bärbo socken, Södermanland), sjö i Flens kommun och Nyköpings kommun, 58°52′53″N 16°45′45″Ö / 58.8814°N 16.7625°Ö (13,2 km²)
- Långhalsen (Lerbo socken, Södermanland), sjö i Katrineholms kommun, 58°59′05″N 16°28′33″Ö / 58.9846°N 16.4758°Ö(1,1 km²)